# Malacoda

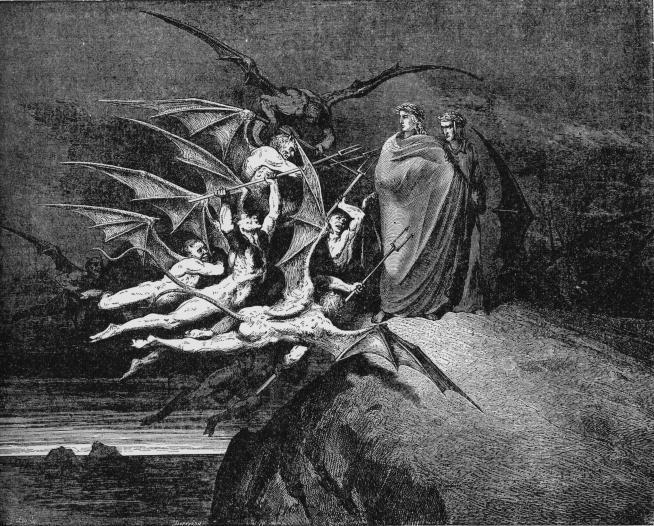
Illustration de Malacoda et ses démons par Gustave Doré.

Malacoda est le nom donné par Dante dans l'Enfer de la Divine Comédie au chef d'un groupe de démons.
Cité dans le Chant XXI, Malacoda est le chef des démons (eux-mêmes l'indiquent comme tel, en chœur). Il se caractérise par un langage un peu plus châtié que les autres. Son aspect physique n'est pas décrit. Seul son nom laisse supposer qu'il possédait probablement une queue. 
En donnant une apparence grotesque à Malacoda (ainsi qu'aux autres démons), Dante ouvre une parenthèse de style typiquement comique qui est rare dans l'œuvre dantesque et représente un témoignage inestimable sur la manière comment le grand poète a su adapter avec souplesse sa poésie aux genres les plus variés.

## L'intrigue de l'épisode
Quand Virgile est assailli par les démons cachés sous le pont de la Bolgia des escrocs (scène burlesque en vérité, parce qu'il connaît déjà leur cachette), il les arrête demandant de parler avec leur chef, qu'ils indiquent comme Malacoda.

« Nessun di voi sia fello!,
Innanzi che l'uncin vostro mi pigli,
traggasi avante l'un di voi che m'oda,
e poi d'arruncigliarmi si consigli.
Tutti gridaron: Vada Malacoda! »

— Enfer, XXI 72-75
Lamennais donne de ces vers la traduction suivante : 

« Qu’aucun de vous ne soit félon ! Avant que votre croc me touche, qu’un de vous s’avance et m’écoute, et qu’après il me gaffe s’il l’ose. » Tous crièrent : « Va, Malacoda ! »

— Traduction Lamennais
Malacoda - dont le nom est créé en associant le mot avec son attribut, c'est-à-dire la queue (coda) (semblable au mot Malebolge ou Malebranche) - semble très attentif à l'explication de Virgile sur la raison de sa mission qui est voulue selon la volonté divine : blessé dans son orgueil, il lui en tombe le croc de la main, un geste théâtral qui se prête bien au ton du Chant.
En outre, en bon maître de maison (particulièrement ridicule pour un tel monstre), Malacoda renseigne les deux pèlerins sur la façon d'atteindre le prochain pont pour passer à la prochaine boglia, en un lieu qui s'est écroulé un jour, il y a cinq heures et mille deux cent soixante six années (c'est-à-dire à la mort du Christ, avec une très précise notion temporelle qui se situe  à sept heures du samedi Saint de l'année 1300) : on ne peut pas nier qu'autant de précisions sont plutôt loufoques, comme si le diable lui-même ne s'attendait pas à autre chose que de les prononcer.
Après avoir arrêté Scarmiglione (qui voulait lancer son crochet dans le dos de Dante), dans un grand cri, il confie aux deux poètes une escorte de dix diables, les citant un par un.
Malacoda parle en donnant des ordres avec une solennité qui ressemble à une parodie d'un chef militaire, et utilise un langage plutôt délicat, se distinguant des autres diables : par exemple en vouvoyant Virgile. En fait, les véritables intentions du diable sont tout autres et se découvrent à la fin du Chant XXIII : en réalité le prochain pont n'existe pas (et les démons en sont bien conscients), de sorte que leur intention est de tromper les deux voyageurs sur leur itinéraire.
Quand la troupe part Malacoda disparaît de scène.

### Source
- (it) Cet article est partiellement ou en totalité issu de l’article de Wikipédia en italien intitulé « Malacoda » (voir la liste des auteurs).